# كونون الساموسي
كونون ساموس (باليونانية: Κόνων ο Σάμιος) (ق. 280 ق. م.– ق. 220 ق. م.) كان عالم فلك ورياضيات يوناني. عرف لتسميته الكوكبة السماوية شعر برنيقة.

## حياته واسهاماته
وُلِد في ساموس الأيونية، وربما توفي في الإسكندرية البطلمية، حيث كان عالم فلك في بلاط بطليموس الثالث.
أطلق على كوكبة سماوية اسم شعر برنيقة نسبة إلى برنيكي الثانيةزوجة بطليموس، التي قدمت خصلة من شعرها قربانا لعودة زوجها سالمًا من الحرب السورية الثالثة، وعندما اختفت خصلة الشعر من المعبد، فسر كونون هذا بأن الإلهة أفروديت رفعتها للسماء بين النجوم. لم يقبل جميع علماء الفلك اليونانيين هذه التسمية. فمجسطي بطليموس لم يدرج شعر برنيقة ككوكبة مميزة.
نسب بطليموس العديد من التوقعات الموسمية لكونون.
كان كونون صديقًا لأرخميدس الذي ربما قابله في الإسكندرية.

### اسهاماته الفلكية
ألف كتاب "في التنجيم" "De astrologia" في سبعة أجزاء، ضمنه تسجيلات لكسوف الشمس.
كما نسب بطليموس إليه سبعة عشر توقعا موسميا.
وكتب سينيكا أن "كونون كان دقيق الرصد" وأنه "سجل كسوفات الشمس التي رصدها المصريون"، مع أن دقة هذا القول محل شك.
وكتب كتولوس أن كونون "ميز كل أضواء الكون الشاسع، وتوقع صعود ونزول النجوم، وكيف تنكسف الشمس، وكيف تختفي النجوم في أوقات معينة".

### اسهاماته الرياضية
ذكر بابوس أن كونون اكتشف حلزون أرخميدس. وذكر أبولونيوس أن كونون عمل على المقاطع المخروطية، وأن عمله أصبح أساس كتاب أبولونيوس الرابع عن "المخروطيات". وذكر أبولونيوس أيضًا أن كونون أرسل بعضًا من كتبه إلى ثراسيدايوس "Thrasydaeus"، وبما أن هذا العمل لم يصل إلينا، فمن المستحيل تقييم دقةهذا الزعم.